# Моріс Константен-Веєр
Моріс Константен-Веєр (фр. Maurice Constantin-Weyer; 24 квітня 1881, Бурбон-ле-Бен, Верхня Марна — 22 жовтня 1964, Віші, Альє) — французький письменник, романіст, біограф та есеїст, який отримав Гонкурівську премію 1929 року за роман «Людина над своїм минулим» (фр. Un homme se penche sur son passé), дія якого відбувається у преріях північної Канади на початку ХХ сторіччя.

## Біографія
Константен прожив десять років у Канаді (Манітоба) між 1904 і 1914 роками, і враження від цього забезпечили значну частину матервалу для його пригодницьких романів, написаних у Франції між 1920 і 1950 роками.
Повернувся до Франції у 1914 році для участі в Першій світовій війні, де отримав декілька поранень. Після війни він став журналістом і публікував романи та біографії у Франції.
Первісне його прізвище було лише «Костянтин»; він додав ім'я своєї другої дружини в 1920 році і підписав усі свої твори Моріс Костянтин-Веєр.